# Norodom
Norodom de Camboya fue el primer rey de Camboya que enfrentó los ánimos colonialistas franceses en su país. Presionado a su vez por los intereses geopolíticos de Vietnam y Siam, vio como extranjeros venidos de ultramar se apropiaron de su país e hicieron del rey un títere de los intereses de Francia.

## Biografía
El príncipe Norodom nació en medio de las disputas entre vietnamitas y tailandeses por apropiarse de su país. La familia real camboyana estaba bajo el dominio de Bangkok. Las guerras entre Vietnam y Siam se daban con frecuencia sobre territorio jemer. De niño el príncipe es enviado a Bangkok a estudiar los textos sagrados del budismo y la sagrada lengua palí.
A la muerte del rey Ang Duong en 1860, el joven príncipe es coronado rey en Oudong, pero se hacen evidentes los conflictos por el trono con sus hermanos y se despiertan disturbios populares en el país que los franceses aprovechan. Francia pone un límite a los ánimos expansionistas vietnamitas y tailandeses y declara a Camboya como un "Protectorado Francés". La rebelión de la etnia musulmana cham fue una de las herencias que su padre le dejó a Norodom, lo que lo obliga a refugiarse en Battambang para después exiliarse en Bangkok. Francia interviene y obliga al rey a regresar en 1863 para firmar el tratado de protección del país, el cual transfería las pretensiones vietnamitas y tailandeses, a las francesas. Hacia 1884 los franceses oficializan a Camboya, Vietnam y Laos como colonias de Francia.
Entre 1885 y 1886 se produce la primera revolución jemer contra los nuevos opresores extranjeros. Francia acusa al rey de incitar la revolución y el rey llama de Saigón a su medio hermano Sisowath y dice a los revolucionarios que Francia le había hecho concesiones, lo que pone fin a este temprano intento de independencia. 
El rey se eclipsa completamente bajo el dominio francés y así fallece en 1904 para ser sucedido por su medio hermano, el príncipe Sisowath al cual había tenido que elegir como sucesor por instigado por los franceses.

## Reformas
Durante el reinado de Norodom, se realizaron varias reformas administrativas y judiciales en el reino. La reducción de provincias se impuso para ayudar a reducir los costos administrativos. También continuó la tarea comenzada por el rey Chulalongkorn y abolió los monopolios comerciales, la esclavitud y las listas civiles de la familia real. Durante su reinado, se redujeron los costos de ciertos productos agrícolas como el betel, la pimienta y el azúcar.

## Legado
El rey Norodom fue recordado por su aprecio y afición por las artes. Fue bajo su supervisión que se construyó la Pagoda de Plata en 1892, así como Wat Oudong consagrado el 6 de junio de 1875. Cuando Norodom asumió el trono en 1860, la danza clásica recuperó parte de su antiguo prestigio y pronto se convirtió en un gran honor para los funcionarios, ministros y altos dignatarios de la corte que sus hijos fueran admitidos en la escuela de baile del palacio.
En 1872, Norodom realizó una visita oficial a Hong Kong, Manila y Singapur. En Manila, el rey quedó muy impresionado por las habilidades musicales de los filipinos y decidió llevar a algunos músicos a Camboya para enseñar música moderna. La generosidad de Norodom comenzó a atraer artistas de muchas nacionalidades a Camboya y siempre se les dio una cálida bienvenida en el palacio real y la corte. La mayoría de ellos tenía un profundo interés en el Royal Ballet y, por lo tanto, se les dio la oportunidad de aprender música y danza jemer.
Bajo el rey Norodom, se establecieron los inicios de la Armada Real Jemer para la protección territorial.

## Sucesión
- Anterior: Ang Duong
- Siguiente: Sisowath